# 호흐 음악원
호흐 음악원 또는 프랑크푸르트 국립음악원 (Dr.Hoch's Konservatorium Frankfurt am Main) 은 독일에서 오래된 역사와 전통을 자랑하는 명문음악 교육기관의 국립음악원으로 국가공인 기관이다. 

## 역사
다.
설립 1878년 9월 22일 Dr. Joseph Hoch 요제프 호흐 박사

## 유명음악인
- 클라라 슈만 (Clara Schumann)
- 파울 힌데미트 (Paul Hindemith)
- 훔퍼딩크 (Engelbert Humperdink) - 헨젤과 그레텔의 작곡가